# I Just Had Sex
I Just Had Sex je písnička z druhého alba kapely The Lonely Island Turtleneck & Chain, nazpívaná se zpěvákem Akonem. V klipu si zahráli Akon, Jessica Alba, Blake Lively, John McEnroe, Andy Samberg, Akiva Schaffer a Jorma Taccone. Na Youtube má oficiální video přes 225 milionů zhlédnutí.[kdy?] Tato píseň se stala nejúspěšnější ze všech písní skupiny Lonely Island.